# Neusorge (Sohland an der Spree)
Neusorge ist ein Gemeindeteil des Hauptortes der Gemeinde Sohland an der Spree im Landkreis Bautzen.

## Geographie

### Lage
Neusorge erstreckt sich an der östlichen Gemarkungsgrenze von Sohland am rechten Spreeufer. Nordöstlich erheben sich der Schafberg (353 m) und der Wachtberg (368 m), nordwestlich der Frühlingsberg (353 m); auf der gegenüberliegenden Seite des Spreetales liegen der Taubenberg (458 m), der Hornsberg (402 m) und der Hohberg (368 m). Unterhalb von Neusorge mündet der Rosenbach in die Spree.

### Nachbarorte
| Wendisch-Sohland     | Ellersdorf                                  | Wassergrund         |
| Niedersohland        | Kompassrose, die auf Nachbargemeinden zeigt | Schafberg           |
| Äußerstniedersohland | Karlsruhe                                   | Hinterecke, Grünhut |

### Straßen
Der Ortsteil besteht aus den Straßen Taubenheimer Straße und Wolfssteinweg.

## Geschichte
Neusorge ist wahrscheinlich eine Gründung des Rittergutes Niedersohland. Die ersten Erwähnungen des Ortes erfolgten im 17. Jahrhundert in den Mittelsohlander Kirchenbüchern. Neusorge gehörte bis zur Mitte des 19. Jahrhunderts zum Rittergut Niedersohland.
Danach bildete Neusorge einen Ortsteil der Gemeinde Niedersohland, gepfarrt war die Ansiedlung nach Mittelsohland. Seit der 1877 erfolgten Fusion von Niedersohland mit Mittelsohland, Obersohland und Wendischsohland zur Gemeinde Sohland an der Spree, war Carlsruhe ein Ortsteil derselben.
Zum 1. Januar 2011 wurde Neusorge als amtlicher Gemeindeteil von Sohland an der Spree gestrichen.

### Ortsname
Es wird angenommen, dass der Name des Ortes vom mittelhochdeutschen „Zarge“, einem Flurteil an der Ortsgrenze her kommt. Eine ältere Schreibweise ist „Neue Sorge“.

### Einwohnerentwicklung
| Jahr | Einwohner |
| 1834 | 97        |
| 1871 | 104       |

### Verwaltungszugehörigkeit
- 1777: Bautzener Kreis, 1843: Landgerichtsbezirk Bautzen, 1856: Gerichtsamt Schirgiswalde, 1875: Amtshauptmannschaft Bautzen, 1952: Kreis Bautzen, 1994: Landkreis Bautzen, 1. August 2008: Landkreis Bautzen.

## Ortsbild
Neusorge ist ein lockerer Häuslerabbau. Vier Häuser haben Umgebinde. Am Steinschen Landhaus befindet sich ein Ziergarten mit wertvollen Gewächsen aus den verschiedensten Gegenden Europas.